# NGC 5929
NGC 5929 ist eine Spiralgalaxie mit aktivem Galaxienkern (LINER-Typ) vom Hubble-Typ Sab/pec im Sternbild Bärenhüter und etwa 117 Mio. Lj von der Milchstraße entfernt. Sie bildet zusammen mit der deutlich größeren Galaxie NGC 5930 die wechselwirkende Konstellation Arp 90. Halton Arp gliederte seinen Katalog ungewöhnlicher Galaxien nach rein morphologischen Kriterien in Gruppen. Diese Galaxie gehört zu der Klasse Spiralgalaxien mit einem großen Begleiter hoher Flächenhelligkeit auf einem Arm (Arp-Katalog). 
Die Galaxie wurde am 13. Mai 1828 von John Herschel entdeckt.